# Point Blank (альбом Nailbomb)
Point Blank (с англ. — «Выстрел в упор») — дебютный и единственный студийный альбом метал-проекта Макса Кавалеры (Sepultura) и Алекса Ньюпорта (Fudge Tunnel) Nailbomb, выпущенный на лейбле Roadrunner Records в 1994 году.
Берущий своё начало из несерьёзных джем-сессий в доме Кавалеры, альбом объединяет в себе звучание трэш-метала Sepultura и индастриала Fudge Tunnel, включая в себя остросоциальные тексты, в агрессивной форме критикующие политиков, войны, религию, СМИ. Помимо этого, релиз содержит многочисленные музыкальные эксперименты, начиная с активного использования семплированных звуков и заканчивая записью партий вокала через телефон.
Несмотря на незаинтересованность музыкантов в коммерческом продвижении альбома, практически полное отсутствие концертных выступлений и тот факт, что сам проект закончил своё существование на следующий год после релиза, альбом приобрёл большую популярность в андеграундной среде, культовый статус и спустя годы неоднократно признавался как один из важнейших индастриал-метал альбомов.

## Предыстория
Макс Кавалера и Алекс Ньюпорт познакомились летом 1992 года. Кавалера был фанатом английской группы Fudge Tunnel, в которой играл Ньюпорт, и, в частности, их дебютного альбома Hate Songs in E Minor. В результате этого Sepultura, коллектив Макса Кавалеры, взяли их в европейское турне в поддержку альбома Arise. Во время турне Ньюпорт начал встречаться с падчерицей Кавалеры, Кристиной, и уже после окончания гастролей, зимой 1992 года, он переехал в Финикс, где проживало семейство Кавалеры и стал часто гостить у них дома. Кавалера не упустил возможность узнать подробности про Hate Songs и попросил Ньюпорта показать ему оттуда несколько риффов. После этого Ньюпорт признался, что является фанатом треш-метал альбомов Sepultura и попросил уже самого Кавалеру продемонстрировать риффы с Arise. Таким образом, музыканты обнаружили у себя схожие музыкальные вкусы и начали регулярно собираться у Кавалеры, чтобы джеммовать друг с другом.
Изначально они просто играли на гитарах, сочиняя риффы. При этом они не выступали в живую и даже не планировали создать серьёзный проект или группу. Однако жена Кавалеры, Глория, по совместительству менеджер Sepultura на тот момент, однажды услышала сочинённый ими материал и уговорила их сделать из этого полноценную запись, подписав контракт с Roadrunner Records. Так как у музыкантов был перерыв в творческой деятельности их основных коллективов, они приняли предложение и стали готовиться к записи.

## Запись
На деньги, занятые у Глории, музыканты купили семплер, на освоение которого Ньюпорт потратил несколько дней. Так как ни лейбл, ни сами музыканты, не возлагали больших надежд на грядущий альбом, Макс и Алекс решили не ограничивать себя в экспериментах и семплировали буквально всё, что только придёт им в голову. В конечном итоге, практически все песни альбома содержат большое количество различных вставок из фильмов, телевизионных программ, песен, а также других звуков, прокрученных задом наперёд, замедленных в несколько раз и подвергшихся сильным искажениям, включая удары бейсбольной битой по стиральной машине и звук тормозов Chevrolet Camaro Кавалеры. Причём ни на один из семплов не было получено разрешения правообладателей, так как, по словам Кавалеры: «Тогда не было никаких правил. Это был Дикий Запад, так что мы могли всё».
Большая часть альбома по финансовым причинам была записана в спальне мексиканской няни недавно родившегося сына Кавалеры Зайона. Няня была крайне религиозным человеком. По словам Кавалеры, «у неё висели постеры с Девой Марией и всем прочим, и мы делали всё то безумное дерьмо в окружении этого». В итоге, в буклете к альбому они упомянули эту спальню в качестве одной из студий, на которой был записан альбом, назвав её «Католической спальней Терезы» (англ. Theresa's Catholic Bedroom).
После того, как была готова основная часть материала, музыканты записали демо и отправили его руководству Roadrunner. Получив положительный отклик, они отправились на студию Chaton в Скотсдейле, штат Аризона. Там, помимо Кавалеры и Ньюпорта, в записи приняли участие коллеги Кавалеры по группе Sepultura Андреас Киссер, исполнивший гитарные соло на трёх песнях и Игорь Кавалера, записавший партии ударных в половине альбома, а также гитарист Fear Factory Дино Касарес, записавший гитару для одного из треков. Помимо Игоря Кавалеры, Ньюпорт активно использовал драм-машину, тратя множество часов на программирование нужного звучания.

### Создание песен
Вступление к открывающей песне «Wasting Away» представляет собой смесь фрагментов песен Sonic Youth, Big Black и звуков бас-гитары Лемми Килмистера, замедленных до неузнаваемого вида. Песня посвящена тому, какое влияние может оказывать общественное мнение на мысли отдельного человека и к чему могут привести попытки сопротивляться этому мнению.
Текст песни «Guerrillas» носит крайне антивоенный характер. В ней присутствует сильно замедленный фрагмент песни «Procreation (Of the Wicked)» из мини-альбома Morbid Tales группы Celtic Frost, а также звуковая дорожка из сцены убийства священника в фильме «Сальвадор».
Текст песни «Sum of Your Achievements» посвящён тому, что большинство крупнейших научных открытий XX века были ориентированы на их использование в военных целях, а не для улучшения уровня жизни. В частности, в тексте описываются атомные бомбардировки Хиросимы и Нагасаки. Уже во время сведения альбома, Ньюпорт решил, что необходимо записать дополнительный вокал Кавалеры к припеву, однако на тот момент он находился в Уэльсе в процессе сведения пятого альбома Sepultura Chaos A.D.. Тогда было принято решение произвести запись партии по телефону, что в итоге вошло в финальную версию.
В середине песни «Cockroaches» используется диалог из фильма «Генри: портрет серийного убийцы»:

— Я хочу кого-нибудь убить.

— Скажи это ещё раз.

— Я хочу кого-нибудь убить.

— Давай мы с тобой прокатимся, Отис.
Оригинальный текст (англ.)
— I'd like to kill somebody.

— Say that again.

— I'd like to kill somebody.

— Let's me and you go for a ride, Otis

Песня «World of Shit» посвящена тому, как политики осознанно разжигают насилие и расизм среди народных масс, провоцируя раскол общества на воинствующие лагеря. В песне используется фраза «Hate is reality. Don’t you know God hates?» (с англ. — «Ненависть — это реальность. Разве ты не знаешь, что Бог ненавидит?») из выпуска шоу Джерри Спрингера. Музыканты смотрели его в прямом эфире, как вдруг там начался горячий спор на тему расизма. Ньюпорт, предполагая, что в нём могут прозвучать полезные для альбома моменты, решил поставить шоу на запись, и в тот же момент раздалась эта фраза.
«Exploitation» — это кавер на композицию харкор-панк группы Doom, посвящённой критике опытов над животными. В начале песни звучит монолог уборщика студии, которому Ньюпорт дал послушать свежезаписанную версию «Wasting Away», после чего тот начал высказывать сильное недовольство музыкой Nailbomb, называя её «туалетной музыкой, музыкой для туалета» и удивляться, как кому-то может такое понравиться. Когда Кавалера услышал эту запись, он предложил вставить её в финальную версию. Перед записью вокала Кавалера выпил полбутылки рома и находился в студии в состоянии сильного алкогольного опьянения, объяснив это Ньюпорту следующим образом: «Я собираюсь сегодня нажраться. Мы записываем Doom, и я должен быть в панковом настроении». В итоге, чуть не сорвав запись, он сильно изменил оригинальный текст песни, спев первое, что пришло ему в голову, сказав после завершения записи «Хорошо быть панком-неудачником» (с англ. — «Feels good to be a punk  loser»).
Песня «Sick Life» посвящена пагубному влиянию героиновой зависимости и проблеме наркомании в целом. Из 18 минут песни сама композиция фактически заканчивается на 6:31, и спустя 10 минут тишины начинается безымянный скрытый трек, состоящий из семплированных фрагментов песен «Spanish Fly» из альбома Hate Songs in E Minor Fudge Tunnel и «Dead Embryonic Cells» из альбома Arise Sepultura.

## Музыкальный стиль
В середине 90-х популярность получили такие направления, как гранж, альтернативный метал и индастриал-метал. На момент существования Nailbomb, Sepultura исполняли трэш-метал, тогда как Fudge Tunnel больше играли в жанре индастриал. Кавалера был поклонником таких хардкор-панк групп, как Discharge, GBH и Doom, а Ньюпорт больше тяготел к индастриал-рок группам, наподобие Killing Joke и Big Black. При этом музыканты не хотели, чтобы в альбоме преобладало звучание какого-либо из этих направлений. Таким образом, музыкальный стиль альбома является смесью звучания двух групп, в котором Кавалера отвечал в основном за гитарные партии, а Ньюпорт за семплирование. В своей автобиографии Кавалера упоминал, что Андреасу Киссеру настолько понравились риффы с Point Blank, что он был возмущён тем, что Кавалера не использовал их для следующего альбома Sepultura, Chaos A.D.
На итоговое звучание альбома оказали влияние такие группы, как Nine Inch Nails, Black Flag, Dead Kennedys, Big Black, Sonic Youth, Minor Threat, Ministry и Lard.

### Тематика альбома
Центральной темой альбома, по словам Кавалеры, является «ненависть», отталкиваясь от которой были придуманы названия группы и альбома, обложка и тексты песен. В буклете альбома, в музыкальном вкладе Кавалеры и Ньюпорта, помимо записи инструментальных и вокальных партий, указаны «оскорбления», «хуление» и «рот, полный ненависти». В текстах музыканты не стеснялись в используемых выражениях и в жёсткой форме критикуют правительство, религию, войны, СМИ, наркотики.
Отталкиваясь от этой концепции, уже во время записи альбома Алексом Ньюпортом было придумано название для проекта — Nailbomb, которое означает взрывчатое устройство, начинённое гвоздями, что, по мнению музыкантов, идеально описывало характер и направленность альбома.
Одним из вариантов названия альбома было «1000 Percent Hate» (с англ. — «1000-процентная ненависть»), и у музыкантов даже была идея создать нашивки с надписью «Теперь на 10 процентов больше ненависти, чем в любой другой пластинке», однако впоследствии название поменяли на конечное «Point Blank».
В 2019 году журнал Kerrang! опубликовал список самых мрачных альбомов в роке и метале, поставив Point Blank на пятое место. Было отдельно отмечено художественное оформление, а сам альбом был назван «безжалостной глыбой звуковой жестокости».

## Обложка
В качестве обложки к альбому выступила фотография под названием «Point Blank Persuasion», сделанная в городе Тамки, Южный Вьетнам 9 ноября 1967 года, во время войны во Вьетнаме. На фотографии американский военнослужащий держит винтовку M16 у головы женщины, подозреваемой в содействии силам Вьетконга, во время её допроса. Как заявлял Кавалера, эта женщина не была казнена и осталась в живых.
Nailbomb вдохновлялись обложкой одноимённого дебютного альбома Rage Against the Machine и обратились к руководству Roadrunners Records с просьбой выслать им фотографии тех времён. В итоге Associated Press прислали им несколько десятков чёрно-белых фотографий, среди которых было найдено нужное фото. Лейбл изначально выступил против идеи такой обложки, однако музыканты настояли на использовании именно этой фотографии.
Музыканты в дальнейшем отрицали политическую окраску обложки, заявляя, что она была выбрана не для протеста против войны во Вьетнаме, а в качестве протеста как такового. Алекс Ньюпорт, отвечая на критику, говорил следующее:

Говорят, обложка пропагандирует оружие, насилие и войну. Нет, всё, что она делает — это показывает реальность. Я не говорю, что Nailbomb изменит мир, но это может заставить кого-то подумать, что не всё в жизни является приятным, в конце концов, это не страна молока и мёда. Если мы ничего не предпримем, будет слишком поздно.
Оригинальный текст (англ.)People have said the cover promotes guns, violence and war. No, all it's doing is showing reality. I'm not saying that Nailbomb is going to change the world, but it may make someone think that it's not all sweetness in life, it's not the land of milk and honey, after all. If we don't do something about it, its going to be too late.

Интернет-издание Loudwire включили Point Blank в список альбомов с самыми спорными обложками в рок- и метал-музыке, а в 2010 году Roadrunner Records назвали данную обложку одной из десяти величайших обложек за всю их историю.

## Отзывы критиков
| Оценки критиков | Оценки критиков |
| Источник        | Оценка          |
| --------------- | --------------- |
| AllMusic        | [ 11 ]          |
| Rock Hard       | [ 18 ]          |

Point Blank получил положительные отзывы от музыкальных изданий. Томас Купфер из немецкого журнала Rock Hard отмечал, как из приятельских джемов Кавалеры и Ньюпорта, не ставящих целью коммерциализацию своего творчества, смогла родиться «трэш-граната», которая установила новые стандарты агрессивности, и оценил, как музыканты обогатили альбом индустриальным звучанием. Лэсли Мэтью из AllMusic в своём ретроспективном обзоре также указывал на ярость песен и нигилизм, пронизывающий тексты альбома, создавая «дезориентирующую, бесчеловечную текстуру», и признавал, что с музыкальной стороны Nailbomb удалось достичь баланса между трэш-металом и индастриалом. Рецензент подытожил: «Point Blank жёсткий, вызывающе-агрессивный и настолько громкий, что сносит крышу».
Спустя годы альбом получил большую популярность в андеграунд-среде, и в настоящее время ряд изданий называют альбом «культовым». За своё инновационное сочетание индастриала с трэш-металом, Point Blank неоднократно признавался одним из важнейших индастриал-метал альбомов.

## Концертные выступления

### Концерт на Dynamo Open Air 1995
Кавалера и Ньюпорт не планировали давать концерты в поддержку вышедшего альбома, так как не рассматривали его как коммерческий релиз и вообще не считали себя группой, а только студийным проектом. Но спустя год после релиза они получили предложение выступить в июне 1995 года на фестивале Dynamo Open Air в Эйндховене, который в том году оказался самым крупным за всю его историю, собрав в общей сложности 118 000 человек. Согласившись с тем, что это разовое мероприятие (хотя в итоге Nailbomb отыграли один концерт в клубе Hollywood в Эйндховене перед началом фестиваля в качестве «разогрева»), Кавалера и Ньюпорт пригласили ряд музыкантов, которые сменяли друг друга по ходу выступления.
Среди них были барабанщики Игорь Кавалера из Sepultura, D. H. Пелигро из Dead Kennedys, Барри С. Шнайдер из Tribe after Tribe, басисты Эван Сайнфельд из Biohazard, Дэйв Эдвардсон из Neurosis, Скотт Дум из Doom, который и исполнил кавер-версию «Exploitation» и Рис Фулбер из Front Line Assembly на клавишных. Также в выступлении принял участие сын Кавалеры, Ричи, которому на тот момент было 9 лет. Данным составом 3 июня они отыграли концерт. Сет-лист практически полностью состоял из альбома Point Blank, за исключением кавера на Dead Kennedys. По итогу этого выступления Nailbomb выпустили концертный альбом Proud to Commit Commercial Suicide, а в 2005 году вышел DVD-альбом Live at the Dynamo с записью данного концерта.
После фестиваля Ньюпорт высказал предложение распустить проект, так как ему не нравились живые выступления и, помимо этого, он больше не хотел выпускать другие релизы Nailbomb. Кавалера согласился с ним, что проект исчерпал себя и после выхода концертного альбома Nailbomb завершил своё существование, спустя 18 месяцев после своего образования.

### ТурPoint Blank with Soulfly
В 2016 году, в честь 20-летия с выхода шестого альбома Sepultura, Roots, Макс и Игорь Кавалера в составе Cavalera Conspiracy организовали тур Return to Roots, на котором они целиком исполнили этот альбом. Тур имел большой успех, продлился больше года и охватил Северную и Южную Америки, Европу и Австралию. По завершении тура, Глория, жена Макса, предложила организовать аналогичный тур для его основной группы, Soulfly, но в этот раз исполнив песни из альбома Point Blank. Несмотря на то, что Алекс Ньюпорт отказался участвовать в выступлениях, так как в последние годы он занимался больше продюсерской деятельностью, он разрешил использовать свои песни, и в 2017 году Soulfly отыграли тур по Северной Америке, исполнив альбом целиком, включая бонус-треки переиздания 2004 года.
Кавалера с помощью Ньюпорта смог достать семплы с оригинальных записей, а также задний фон с изображением куклуксклановца с мишенью на лице, использовавшийся на фестивале Dynamo Open Air. Во время концертов партии Ньюпорта исполнил сын Макса Кавалеры, Игорь Кавалера-младший.

## Переиздание
В 2004 году на Roadrunner Records вышло переиздание альбома с шестью бонусными треками, два из которых были записаны в июле 1995 года в студии Chaton для их концертного альбома Proud to Commit Commercial Suicide и посвящены Чарльзу Мэнсону и американским неонацистам. Остальные треки являются концертными версиями песен из оригинального альбома, сыгранных на Dynamo Open Air.
На треке «While You Sleep, I Destroy Your World» во вступлении звучит телефонный розыгрыш Макса Кавалеры над его другом Дэнни Марианино:

Я позвонил своему другу, Дэнни Марианино, фронтмену группы под названием North Side Kings. Когда он ответил, я просто вел себя как псих, шептал ему всякое, чтобы его достать. Это было странно. Вот если бы кто-нибудь провернул это со мной, я бы повесил трубку примерно в ту же секунду. Но Дэнни около минуты продолжал говорить: «Кто там? Кто это?». А потом его итальянская кровь взяла верх, и он сказал: «Давай, крутой парень, покажи мне, что у тебя есть!» В этот момент я повесил трубку… и песня началась!
Оригинальный текст (англ.)I called up a friend of mine, Danny Marianino, the frontman with a band called the North Side Kings. When he answered, I just acted like a psycho, whispering things about getting him. It was freaky. Now, if someone had tried it with me, I’d have hung up in about a second flat. But Danny kept on for about a minute saying, ‘Who’s there? Who is this?’ And then his Italian blood got the better of him, and he said, ‘Come on tough guy, show me what you’ve got!’ At which point I hung up... and the song starts!

## Список композиций
Слова и музыка всех песен — Алекс Ньюпорт и Макс Кавалера, за исключением 10 и 19 трека.
| №                   | Название                                                                                          | Перевод названия         | Длительность |
| ------------------- | ------------------------------------------------------------------------------------------------- | ------------------------ | ------------ |
| 1.                  | «Wasting Away»                                                                                    | «Тратить впустую»        | 3:06         |
| 2.                  | «Vai Toma no Cú»                                                                                  | с порт. — «Пошёл нахуй»  | 4:47         |
| 3.                  | «24 Hour Bullshit»                                                                                | «24 часа чуши»           | 3:54         |
| 4.                  | «Guerrillas»                                                                                      | «Партизаны»              | 4:26         |
| 5.                  | «Blind and Lost»                                                                                  | «Слепой и потерянный»    | 1:54         |
| 6.                  | «Sum of Your Achievements»                                                                        | «Сумма твоих достижений» | 2:42         |
| 7.                  | «Cockroaches»                                                                                     | «Тараканы»               | 5:10         |
| 8.                  | «For Fuck's Sake»                                                                                 | «Ёб твою мать»           | 5:44         |
| 9.                  | «World of Shit»                                                                                   | «Мир дерьма»             | 4:13         |
| 10.                 | «Exploitation» (кавер на Doom)                                                                    | «Эксплуатация»           | 2:28         |
| 11.                 | «Religious Cancer»                                                                                | «Религиозный рак»        | 5:09         |
| 12.                 | «Shit Piñata»                                                                                     | «Пиньята из дерьма»      | 1:09         |
| 13.                 | «Sick Life» (песня заканчивается на 6:31, после 10 минут тишины на 16:31 начинается скрытый трек) | «Больная жизнь»          | 17:51        |
| Общая длительность: | Общая длительность:                                                                               | Общая длительность:      | 62:33        |

| №                   | Название                                             | Перевод названия                      | Длительность |
| ------------------- | ---------------------------------------------------- | ------------------------------------- | ------------ |
| 14.                 | «While You Sleep, I Destroy Your World»              | «Пока ты спишь, я уничтожаю твой мир» | 5:06         |
| 15.                 | «Zero Tolerance»                                     | «Нулевая терпимость»                  | 6:34         |
| 16.                 | «Wasting Away» (Live-версия)                         |                                       | 3:03         |
| 17.                 | «Guerillas» (Live-версия)                            |                                       | 3:27         |
| 18.                 | «Cockroaches» (Live-версия)                          |                                       | 4:06         |
| 19.                 | «Police Truck» (Live-версия, кавер на Dead Kennedys) |                                       | 3:08         |
| Общая длительность: | Общая длительность:                                  | Общая длительность:                   | 76:19        |

## Чарты
| Чарт (1994)                      | Высшая позиция |
| -------------------------------- | -------------- |
| Великобритания (UK Albums Chart) | 62             |
| Германия (Offizielle Top 100)    | 63             |
| Нидерланды (Album Top 100)       | 70             |

## Участники записи
Nailbomb
- Макс Кавалера — вокал, гитары, бас-гитара, сэмплирование, продюсирование, оформление буклета
- Алекс Ньюпорт — вокал, гитары, бас-гитара, семплирование, продюсирование, сведение

Приглашённые музыканты
- Андреас Киссер — соло-гитара на треках 2, 9, 11
- Игорь Кавалера — ударные на треках 1, 5, 7, 10, 12, 13
- Дино Касарес — гитара на треке 3

Технический персонал
- Эдди Шрейер — мастеринг
- Дэн Уэллс, Алекс Идон, Глория Кавалера — оформление альбома, фотографии